# Aratiba
Aratiba es un municipio brasileño del estado de Rio Grande do Sul. Se encuentra en una latitud 27°23'39" Sur y una longitud 52°18'01" Oeste, con una altitud de 420 metros sobre el nivel del mar. Su población en 2009 es de 7.017 habitantes. 
Tiene una superficie de 341,98 km². Pertenece a la Mesorregión Noroeste Rio-Grandense y a la Microrregión de Erechim. Es un municipio que cuenta con las aguas del Río Uruguay y el mismo realiza la frontera fluvial con el Estado de Santa Catarina. Entre 1996 y 2006 el municipio presentó el mayor crecimiento del PIB entre los municipios gauchos. El crecimiento llegó la cifra extraordinaria de 2.150%. 
Aratiba en la lengua tupí, significa "pequeños guacamayos".

## Religiosidad
En Aratiba la religiosidad se da en los siguientes establecimientos:
- Iglesia Matriz São Tiago
- Iglesia misionaria de la Asamblea de Dios (Dios es Amor)
  - Cerro de San Antonio
  - Cerro de San Expedito
  - Cerro de San Pedro

## Algunos Bancos Presentes
- Sicredi
- Banrisul
- Banco do Brasil

## Ciudades Hermanas
- Cesiomaggiore, Italia